# Maruti Suzuki A-Star
Если вы перешли сюда по ссылке на Nissan Pixo:
Maruti Suzuki A-Star (в Европе известный как Suzuki Alto и Nissan Pixo; на некоторых рынках как Suzuki Celerio) — городской автомобиль, производившийся индийским предприятием Maruti Suzuki в Индии с 2009 по 2013 годы. С 2009 по 2018 год автомобиль также выпускался в Китае на заводе Changan Suzuki. Модель имела средний успех: в Китае было продано 320 тысяч автомобилей, в Европе — 280 тысяч. Различные автомобильные издания оценили её средне, в основном выделяя тесный салон и маленький багажник, но одновременно с этим — неплохую управляемость и дизайн.

## История
В декабре 2007 года Suzuki анонсировала концепт-кар A-Star, а официальная презентация состоялась на автосалоне в Нью-Дели в январе 2008 года. После этого модель также была представлена в марте 2008 года на Женевском автосалоне. A-Star был разработан совместно с индийским предприятием Maruti, которое на тот момент на 55% контролировалось японским производителем. На пятидверный хетчбэк устанавливался трёхцилиндровый двигатель объёмом 996 см³, отвечающий экологическому стандарту Евро-5.
В августе 2008 года стало известно, что серийный автомобиль будет продаваться в Европе под двумя брендами: помимо Suzuki будет доступна версия под маркой Nissan. Были также опубликованы первые официальные фото модели. Серийные автомобили-близнецы были представлены в сентябре 2008 года на Парижском автосалоне, версия от Nissan получила название Pixo. В марте 2009 года на Женевском автосалоне было объявлено о начале продаж модели в Европе. Цены на Alto в Великобритании на старте продаж варьировались от 6795 до 8560 фунтов, на Pixo — от 5995 до 7645 фунтов.
Австралийская версия модели была представлена в конце февраля 2009 года на Австралийском международном автосалоне, а продажи начались в июле по цене от 12 490 долларов, что сделало модель одной из самых дешёвых на рынке. На рынке Индии, где модель выпускалась, продажи начались лишь в ноябре 2009 года по цене от 347 000 до 412 000 рупий. В этом же месяце модель, под названием Celerio, добралась и до Филиппин. Стоимость автомобиля там составляла от 528 до 569 тысяч песо. Продажи в Малайзии начались в августе 2010 года по цене от 44 888 до 54 888 ринггитов.
Помимо Индии, началась сборка автомобиля в Китае для внутреннего рынка на совместном предприятии Chang’an—Suzuki Motors. Весной 2012 года было объявлено о том, что китайская модель получит обновление. Рестайлинговая модель была представлена в сентябре 2012 года на автосалоне в Чэнду. Автомобиль получил новые передний и задний бампер, решётку радиатора, фары и задние фонари. Интерьер претерпел лишь незначительные изменения в отделке. В технической части изменений не произошло. Цена на обновлённую модель составляла от 39 900 до 64 300 юаней.
Автомобили индийской сборки выпускались до октября 2013 года, пока не истёк срок контракта Nissan с Suzuki, после чего производство Alto и Pixo было постепенно прекращено. Китайская версия выпускалась до сентября 2018 года, когда Suzuki решила продать свои 50% акций совместного предприятия компании Chongqing Changan Automobile за символическую цену в 1 юань и покинуть китайский рынок.

### Специальные и ограниченные серии
В течение выпуска автомобиля появлялись различные ограниченные серии. Первая была выпущена для британского рынка в июле 2010 года и называлась Alto SZ-L. Было выпущено 500 таких автомобилей. Её основа — комплектация SZ3. В экстерьере отличие одно — противотуманные фары. В интерьере SZ-L имеет новые коврики, а некоторые детали салона (рычаг КПП, вентиляционные отверстия и ручки дверей) покрашены в серебристый цвет. Автомобиль был доступен в двух цветах кузова: белый «Superior White» и красный «Bright Red». Цена составляла 8170 фунтов. Вторая и последняя лимитированная версия для рынка Великобритании была выпущена в феврале 2012 года и называлась Alto Play Special Edition. Она также базируется на комплектации SZ-3 и отличается от базовой модели противотуманными фарами, новой тканью сидений с синим оттенком и покрашенными в цвет кузова ручками дверей. Цена на модель составляла 7595 фунтов. Было выпущено 500 экземпляров этой серии.
В июле 2013 года в честь 20-летия совместного предприятия была выпущена лимитированная версия Alto Pink Edition для китайского рынка. Как понятно из названия, модель была доступна лишь в розовом цвете. В розовый также покрашены некоторые элементы интерьера. Сиденья обшиты трёхцветной тканью. Цена на лимитированную серию составляла от 52 400 до 61 400 юаней.
- Модель под брендом Suzuki Celerio
- Китайская модель (2012)
- Nissan Pixo

## Дизайн и конструкция
Alto и Pixo имеют в целом одинаковый экстерьер, но присутствуют и существенные различия: передний бампер, фары, решётка радиатора, капот и задний бампер отличаются. В интерьере различия существенно меньше: только обивка сидений.

### Комплектации
Alto в Европе был доступен в трёх комплектациях: SZ2, SZ3 и SZ4. Комплектация SZ3 предлагает кондиционер, а SZ4 — ESP, шторки безопасности, 14-дюймовые литые колёсные диски, окрашенные в цвет кузова ручки дверей и противотуманные фары.
Pixo также продавался в трёх комплектациях: Visia, Acenta и Tekna. Базовая модель Visia оснащена напоминанием о непристёгнутом ремне безопасности водителя, замками дверей на задних дверях, электронным распределением тормозов (EBD), подголовниками сидений, зеркалом в солнцезащитном козырьке со стороны пассажира, а также антиблокировочной тормозной системой (ABS), двумя подушками безопасности и CD-магинтолой. В комплектации Acenta были доступны центральный замок, складывающиеся задние сидения, электростеклоподъёмники и боковые подушки безопасности. Наконец, комплектация Tekna предлагала кондиционер, шторки безопасности и ESP.

### Технические характеристики
Alto и Pixo оснащались лишь одним бензиновым двигателем объёмом 996 см³ (1 литр) мощностью 68 л.с при 6000 об/мин И крутящим моментом 90 Н·м при 4800 об/мин. Вместе с ним предлагалась пятиступенчатая механическая либо четырёхступенчатая автоматическая КПП.
|                               | 1,0 л/МКПП              | 1,0 л/АКПП              |
| ----------------------------- | ----------------------- | ----------------------- |
| Расположение и конфигурация:  | Трёхцилиндровый, рядный | Трёхцилиндровый, рядный |
| Клапанов:                     | 12                      | 12                      |
| Объём:                        | 996 см³                 | 996 см³                 |
| Мощность:                     | 50 кВт (68 л.с)         | 50 кВт (68 л.с)         |
| Макс. крутящий момент об/мин: | 90 Нм 3400 об/мин       | 90 Нм 3400 об/мин       |
| КПП:                          | 5-ступ МКПП             | 4-ступ АКПП             |
| Макс. скорость:               | 155 км/ч                | 150 км/ч                |
| Разгон 0-100 км/ч:            | 14 сек                  | 17 сек                  |
| Расход л/100 км:              | 4,4                     | 5,2                     |
| Выброс CO2г/км:               | 103 г                   | 122 г                   |
| Экологические стандарты:      | Евро 5                  | Евро 5                  |
| Объём бака:                   | 35 л                    | 35 л                    |
| Диаметр разворота:            | 9 м                     | 9 м                     |
| Объём багажника:              | 129—367 л               | 129—367 л               |

## Безопасность

### Тесты EuroNCAP
Автомобиль проходил краш-тест в 2009 году. Во время фронтального удара каркас безопасности остался стабильным. Структуры панели приборов представляли опасность для бёдер и коленей водителя и переднего пассажира. Защита ног водителя оказалась средней. Во время бокового удара грудная клетка водителя показала плохой уровень защиты. Слабой оказалась и защита шеи при ударе сзади. Ситуация с безопасностью детей оказалась чуть лучше: лишь во фронтальном ударе грудная клетка манекена трёхлетнего ребёнка показала высокую нагрузку. Баллы были сняты и за то, что наличие креплений для детских кресел Isofix не было ясно показано. Что касается защиты пешеходов, то ни бампер, ни капот не обеспечили достаточную защиту для головы или ног пешеходов. За то, что на автомобиль опционально устанавливалась ESP, были получены дополнительные баллы. Срок действия рейтинга истёк в 2016 году.

### Тесты ANCAP
В марте 2009 года австралийская организация ANCAP также провела свой краш-тест модели. Итоговая оценка — 25,55 баллов из 37 и 4 звезды из 5. Как и в европейском краш-тесте, каркас безопасности не сократился. Защита голов водителя и пассажира оказалась хорошей, а вот для ног водителя представляли опасность вышеупомянутые структуры в передней панели. В боковом ударе, согласно отчёту, имеется повышенный риск травмы грудной клетки водителя. Защита пешеходов оказалась плохой.

### Тесты Latin NCAP
В 2013 году автомобиль, продававшийся в Латинской Америке как Suzuki Celerio, прошёл краш-тест Latin NCAP в 2013 году. Защита голов водителя и пассажира оказалась хорошей, чего не скажешь про их ноги, для которых представляли опасность вышеупомянутые структуры в передней панели.

## Обзоры и оценки
Европейские издания оценили Alto и Pixo средне. Британское издание «The AA» отметило хороший дизайн, двигатель, салон и управляемость. Из минусов были выделены маленький багажник, плохое качество отделки салона и отсутствие перчаточного ящика. Общая оценка — 3 из 5. Издание «Top Gear» оценило модель ещё хуже — 4 из 10. Журнал «Auto Express» оценил модель на 3 и3 5, выделив из плюсов низкую цену, управляемость и низкую цену обслуживания. Из минусов были отмечены тесный салон и маленький багажник. Такая же оценка была поставлена модели Pixo. Редакторов издания «Autocar» удивила неоригинальность дизайна модели под брендом Nissan. Как заявил Мэтт Сандерс, «странно, что Nissan не захотел оставить свой отпечаток на дизайне Pixo». Нидерландское издание Autoweek оценило модель на 4,5 из 5. Критерии «надёжность» и «стоимость» получили оценку 5 из 5, а «производительность» и «комфорт» — 4 из 5. На вопрос «Купили бы вы снова этот автомобиль» был дан ответ «да».
Австралийское издание «Drive» проводило тест-драйв Alto в октябре 2009 года. Из плюсов были выделены цена, расход топлива и оснащение, из минусов — маленький двигатель, маленький багажник и пространство для ног задних пассажиров. Общая оценка — 6,3 из 10. Критерии «производительность», «технологии» и «интерьер» получили оценку 6 из 10, а параметр «цена» — 7 из 10.

## Отзывные кампании
За несколько лет модель отзывалась всего лишь трижды. В декабре 2009 года были отозваны 6901 автомобиль из-за возможности утечки топлива. Следующий отзыв (апрель 2010) затронул лишь 898 автомобилей, у которых могли сломаться задние фонари. Последний и самый массовый отзыв случился в августе 2013 года и затронул все выпущенные до 1 января 2013 года автомобили из-за вероятности возгорания. Те же отзывные компании были объявлены и для Nissan Pixo.

## Продажи
Наибольшего успеха модель достигла в Китае — 320 тысяч проданных автомобилей. В Европе было продано гораздо меньше автомобилей — около 200 тысяч. Решение Nissan сделать ребеджинг модели не оправдалось, поскольку за несколько лет было продано лишь 86 тысяч автомобилей модели Pixo. С другой стороны, по изначальным планам в 2009 году планировалось продать всего 7000 экземпляров Pixo вместо итоговых 23 тысяч, поэтому в первые годы модель имела определённый успех.
| Страна | Страна | Календарный год | Календарный год | Календарный год | Календарный год | Календарный год | Календарный год | Календарный год    | Календарный год    | Календарный год    | Календарный год    | Итого   | Итого |
| 2009   | 2010   | 2011            | 2012            | 2013            | 2014            | 2015            | 2016            | 2017               | 2018               |                    |                    |         |       |
| ------ | ------ | --------------- | --------------- | --------------- | --------------- | --------------- | --------------- | ------------------ | ------------------ | ------------------ | ------------------ | ------- | ----- |
| Европа | Alto   | 43 164          | 44 765          | 32 489          | 22 079          | 26 821          | 26 876          | 5710               | 4                  | 2                  | -                  | 201 910 |       |
| Европа | Pixo   | 23 646          | 35 080          | 14 987          | 8776            | 3321            | 131             | Продажи прекращены | Продажи прекращены | Продажи прекращены | Продажи прекращены | 85 941  |       |
| Китай  | Китай  | 7989            | 41 729          | 57 872          | 57 463          | 57 814          | 51 818          | 25 049             | 12 507             | 8626               | 15                 | 320 882 |       |